# Laccophilus walkeri
Laccophilus walkeri är en skalbaggsart som beskrevs av J. Balfour-browne 1939. Laccophilus walkeri ingår i släktet Laccophilus och familjen dykare. Inga underarter finns listade i Catalogue of Life.